# Siège de Constantinople (626)
Pour les articles homonymes, voir Siège de Constantinople.
Guerres perso-byzantines
Batailles
- Amida (502-503)

Guerre d'Ibérie
- Thannuris (528)
- Dara (530)
- Satala (530)
- Callinicum (531)

Guerre lazique
- Phasis (555-556)

Guerre pour le Caucase
- Constantine (582)
- Solachon (586)
- Martyropolis (588)

Guerre de 602 - 628
- Antioche (613)
- Césarée (614)
- Jérusalem (614)
- Égypte (618-621)
- Sarus (625)
- Constantinople (626)
- Tbilissi (627-628)
- Ninive (627)

Le siège de Constantinople en 626 par l'Empire sassanide se termine en une victoire décisive pour les Byzantins qui, avec d'autres victoires obtenues par Héraclius l'année suivante en 627, permet à Constantinople de retrouver ses territoires et faire respecter un traité de statu quo favorable sur les frontières.

## Contexte
Le siège de Constantinople en 626 intervient dans le cadre d'un conflit de grande envergure qui oppose, à partir de 602, l'Empire byzantin aux Perses sassanides. Cette guerre est le paroxysme de la rivalité séculaire qu'entretiennent les deux superpuissances du Moyen-Orient. Dans le même temps, les Byzantins sont confrontés à l'affaiblissement de la frontière danubienne face à l'afflux de peuples en pleine expansion que sont les Avars, qui ont constitué un puissant Empire centré sur l'actuelle Hongrie et autour duquel gravitent plusieurs peuplades slaves plus ou moins vassalisées.
Entre 602 et 622, les Byzantins connaissent des défaites à répétition. Dans un premier temps, l'empereur Phocas se montre incapable de résister à la pression des Sassanides dirigés par Khosro II et doit faire face à des contestations puis à la rébellion de la famille d'Héraclius en Afrique byzantine. Les Sassanides profitent de ces troubles pour envahir les provinces extérieures byzantines. En 610, Héraclius renverse Phocas mais essuie une série de revers et doit abandonner la Syrie, la Palestine et l'Égypte aux Perses, qui commencent à razzier l'Anatolie. Dans les Balkans, les Slaves et surtout les Avars ravagent les campagnes et vont jusqu'à assiéger Thessalonique à deux reprises. Plus généralement, c'est la frontière danubienne qui s'effondre progressivement et expose l'entièreté de la péninsule à des expéditions slaves et avares.
À partir de 622, Héraclius lance une contre-offensive contre les Sassanides. Pour cela, il conclut une trêve avec les Avars pour mobiliser l'armée des Balkans en Anatolie. Là, il rassemble des groupes de troupes éparses en une force bien entraînée et mobile, avec laquelle il mène une intense guerre de mouvement sur les arrières des Perses, en Arménie et dans le Caucase en général, jusqu'à menacer la Mésopotamie où se trouve Ctésiphon, la capitale impériale des Sassanides. Il évite les grandes batailles rangées au profit de coups de mains, de pillages et de batailles de moindre envergure. Les Sassanides sont contraints de stopper leur progression pour essayer d'éliminer cette menace mais les différents généraux perses ne parviennent pas à se coordonner efficacement.
Du côté des Balkans, les Avars reprennent leurs attaques en 623 et obligent Héraclius à rentrer précipitamment à Constantinople. Une entrevue est organisée avec les Avars qui tentent de s'emparer de l'empereur. Héraclius s'enfuit en toute hâte, se réfugie dans les murailles de Constantinople, tandis que les Avars pillent les environs directs de la cité impériale. Finalement, un tribut de 200 000 solidus d'or lui permet d'acheter la paix et de repartir combattre les Perses en Anatolie.

## Siège

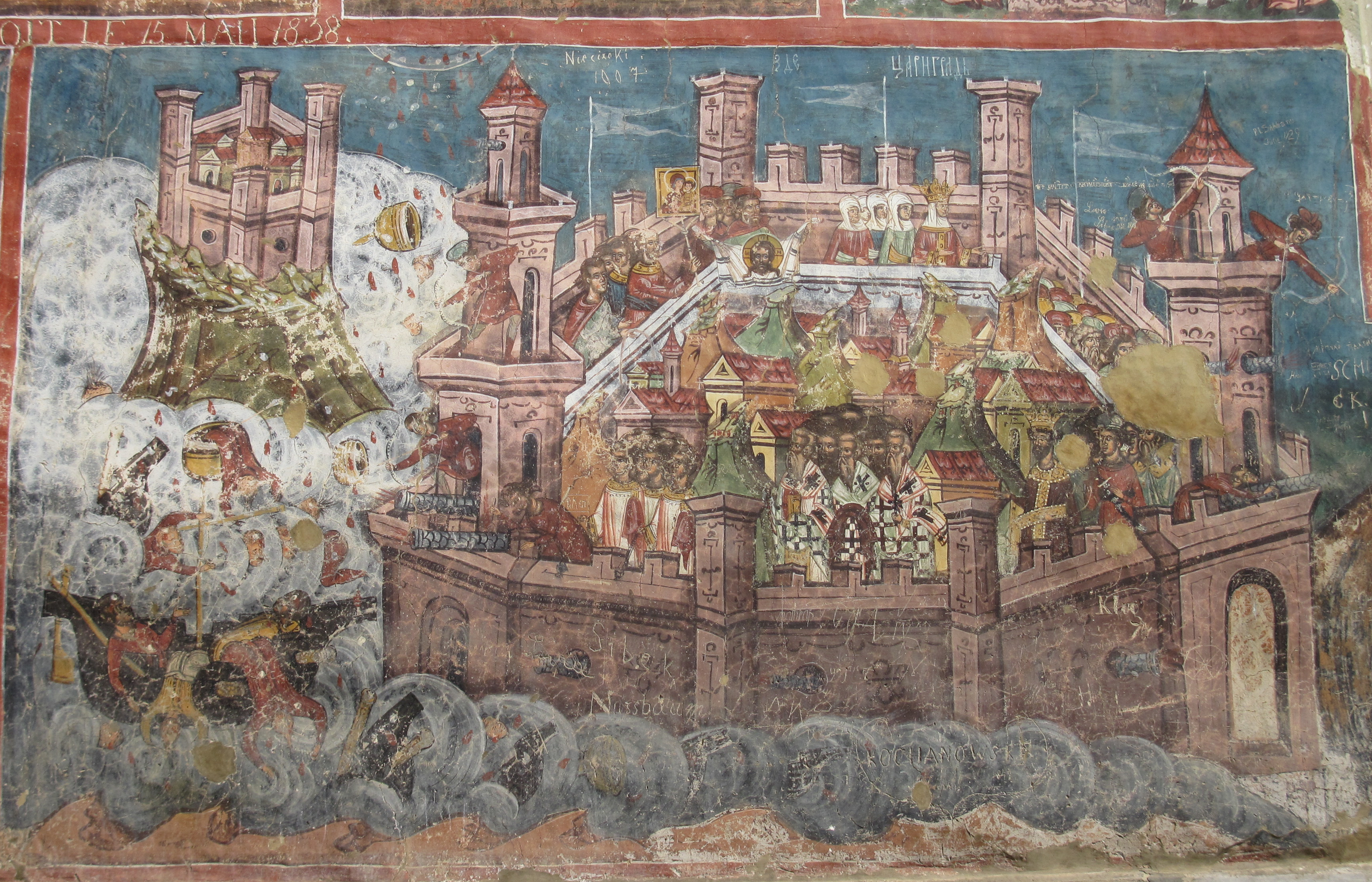
Illustration du siège de Constantinople par Man vyi

Parmi les assiégeants il y a 80 000 Avars, qui veulent briser la mainmise byzantine sur l'Europe. 
Les Perses sont arrivés en Chalcédoine avant que Phocas ne soit renversé. Mais ce n'est que lorsque les Avars ont commencé à amener vers les murs de la cité de l'équipement lourd pour attaquer que le siège est devenu clair.
Heureusement pour les défenseurs, dirigés par Bonus, la défense de la capitale comptait quelque 12 000 soldats et se composait de cavalerie — un personnel bien formé de l'armée gréco-romaine. Ajoutons à cela le patriarche de Constantinople, dont les appels au zèle religieux parmi les habitants de Constantinople est de plus en plus efficace par le fait qu'ils étaient confrontés à des païens, du moins à leurs yeux. 
Lorsque la flotte des Avars et la flotte perse sont coulées lors de deux batailles maritimes, les assaillants sont paniqués et fuient, abandonnant le siège de la ville.

## Suites
L’échec du siège survient juste après la nouvelle d'une autre victoire byzantine, où Théodore a obtenu de bons résultats contre le général perse  Shahin Vahmanzadegan. À la suite de cela, Heraclius engage une invasion de la Mésopotamie, battant une autre armée perse à Ninive. 
Il marche ensuite sur Ctésiphon, où l'anarchie règne, permettant à Héraclius d'obtenir de meilleures conditions de reddition alors qu'un roi perse était renversé par un autre. 
Finalement, les Perses sont obligés de retirer toutes leurs forces armées et de rendre l'Égypte, le Levant et tous les territoires impériaux de la Mésopotamie et de l'Arménie qui étaient byzantins à l'époque d'un ancien traité de paix vers 595.
La guerre finie, ni les Perses, ni les Byzantins, ne croisèrent le fer à nouveau jusqu'à ce que l'invasion arabo-islamique ne brise le pouvoir des deux Empires.